# Browneshill-Dolmen
Der Browneshill-Dolmen (auch Brownes Hill; irisch Cnoc an Bhrúnaigh) – offiziell als Kernanstown Portal Tomb bezeichnet – ist ein neolithisches Portal Tomb, das zwischen 3300 und 2900 v. Chr. errichtet wurde. Der Dolmen liegt im County Carlow in Irland, drei Kilometer östlich von Carlow, nahe der R726 (Straße). Als Portal Tombs werden Megalithanlagen auf den Britischen Inseln bezeichnet, bei denen zwei gleich hohe, aufrecht stehende Steine mit einem Türstein dazwischen, die Vorderseite einer Kammer bilden, die mit einem zum Teil gewaltigen Deckstein bedeckt ist.
Es hat den größten Deckstein aller Megalithanlagen auf den Britischen Inseln. Er besteht aus über 100 Tonnen Granit und ist 4,7 m × 6,1 m groß bei einer Dicke von etwa zwei Metern. Der Deckstein ruht in Dreipunktauflage auf den beiden Portalsteinen und einem liegenden Endstein. Der so genannte Türstein ist noch vorhanden und ein weiterer Stein steht frei vor der Anlage.
Es gibt drei Theorien darüber, wie dieser riesige Stein in diese Position gebracht wurde. Bei allen ist der Deckstein vor Ort gefunden worden und nicht von weiter her antransportiert worden.
- Die erste Theorie besagt, dass die Erbauer den Deckstein überhaupt nicht bewegten. Sie können einzeln Löcher gegraben haben, in die die drei Tragsteine gesetzt wurden und trugen danach die Erde ab, auf der der Stein lag, um das heutige Aussehen des Dolmen zu bewirken.
- Zweitens könnten die Erbauer die drei Tragsteine aufgestellt und dann eine Erdrampe errichtet haben, auf der der Deckstein unter Verwendung von Bauholz in die heutige Position gehebelt wurde.
- Die dritte Theorie besagt, dass sie den Rand des Decksteins hochgehebelt haben. Den entstandenen Hohlraum füllten sie mit Erde und Steinen und bauten auf diese Weise sukzessiv jeden der drei Tragstein unter.

## Flankierende Steine
Flankensteine werden ab und zu auf einer oder beiden Seiten vor den Portalsteinen gefunden, was auf einen einfachen Hof deutet, wie ihn auch einige Court Tombs zeigen. Da Portal Tombs mehr als andere Typen kaum Spuren eines Cairns oder Hügels zeigen, ist dieser Teil wahrscheinlich zumeist mit dem Hügel abgeräumt worden. Einzelne Flankensteine treten bei Menlough im County Galway in Irland und beim Tirnony Dolmen im County Londonderry in Nordirland auf, während bei Ahaglaslin, im County Cork, niedrige gesetzte Steine vor beiden Steinen des Portals liegen und mit weiteren Steinen einen trichterförmigen Zugang formen. Eine halbmondförmige Setzung niedriger Steine wurde bei Ticloy, im County Antrim in Nordirland gefunden.
Viele Dolmen wurden mit Erd- oder Steinhügeln bedeckt. Davon fanden sich hier keine Spuren.